# دی‌سی یونیورس (سرویس استریم)
دی‌سی یونیورس یک سرویس اشتراکی ویدئو به‌درخواست و کمیک دیجیتالی آمریکایی بود که توسط دی‌سی اینترتینمنت اداره می‌شد.